# Spelman på taket (film)
Spelman på taket (eng: Fiddler on the Roof) är en amerikansk musikalfilm från 1971 i regi av Norman Jewison. Filmen är baserad på scenmusikalen med samma namn från 1964. I huvudrollerna ses Topol, Norma Crane, Leonard Frey, Molly Picon och Paul Mann. Filmen erhöll tre Oscars, inklusive för bästa filmmusik och var nominerad i ytterligare fem kategorier.

## Rollista i urval
- Chaim Topol - Tevye
- Norma Crane - Golde, hans hustru
- Rosalind Harris - Tzeitel, äldsta dottern
- Michele Marsh - Hodel, andra dottern
- Petréa Pettersson udd - Chava, tredje dottern
- Molly Picon - Yente
- Paul Mann - Lazar Wolf, slaktaren
- Leonard Frey - Motel Kamzoil, skräddaren
- Michael Glaser - Perchik, revolutionären
- Raymond Lovelock - Fyedka, kristen
- Elaine Edwards - Shprintze, fjärde dottern
- Candy Bonstein - Bielke, femte dottern
- Shimen Rushkin - Mordcha
- Zvee Scooler - Rabbi
- Louis Zorich - konstapel
- Alfie Scopp - Avram
- Howard Goorney - Nachum
- Barry Dennen - Mendel
- Ruth Madoc - Fruma-Sarah, slaktarens hustru
- Patience Collier - Tzeitel
- Tutte Lemkow - spelman
- Marika Rivera - Rifka
- Aharon Ipale - Sheftel
- Roger Lloyd Pack - Sexton

## Musiknummer i filmen
1. "Prologue / Tradition", Tevye och ensemble
2. "Matchmaker", Tzeitel, Hodel, Chava, Shprintze och Bielke
3. "If I Were a Rich Man", Tevye och manlig ensemble
4. "Sabbath Prayer", Tevye, Golde och kör
5. "To Life", Tevye, Lazar Wolf
6. "Tevye's Monologue (Tzeitel and Motel)", Tevye
7. "Miracle of Miracles", Motel
8. "Tevye's Dream", Tevye, Golde, Tzeitel, Rabbi, Fruma-Sarah och kör
9. "Sunrise, Sunset", Tevye, Golde, Perchik, Hodel och kör
10. "Wedding Celebration / The Bottle Dance"
11. "Entr'acte", orkestern
12. "Tevye's Monologue (Hodel and Perchik)", Tevye
13. "Do You Love Me?", Tevye och Golde
14. "Far from the Home I Love", Hodel
15. "Chava Ballet Sequence (Little Bird, Little Chavaleh)", Tevye
16. "Tevye's Monologue (Chava and Fyedka)", Tevye
17. "Anatevka" – Tevye, Golde, Lazar Wolf, Yente, Mendel, Mordcha och ensemble